# General Sampaio
El municipio del General Sampaio es un municipitación de Brasil del estado del Ceará. Según el censo del IBGE del año dos mil diez, su población era más de seis mil habitantes.